# Drążek pogo

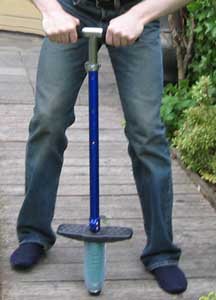
Drążek pogo

Drążek pogo (również żabia laska, sprężyna pogo, skoczek pogo; ang. pogo stick) – urządzenie składające się z drążka z uchwytem po jednej stronie i podstawą dla nóg po drugiej oraz ze sprężyny, która podpiera drążek i osobę korzystającą z niego.

Zasada działania drążka

Drążki pogo używane są najczęściej jako zabawka i służą do skakania przy użyciu sprężyny. Urządzenie powstało w 1919, a jego twórcą był George Hansburg, projektant zabawek z amerykańskiego stanu Illinois. Na początku produkowano je w Niemczech. W późniejszych latach różni producenci (Vurtego, Flybar, and BowGo) wprowadzali udoskonalenia zwiększając wysokość skoków.
Według legendy drążek wymyślił biedny birmański chłop, który przygotował go dla swojej córki Pogo, aby ta, nie mając butów, mogła przejść błotnistą i kamienistą drogę do świątyni.

## Stunt pogo

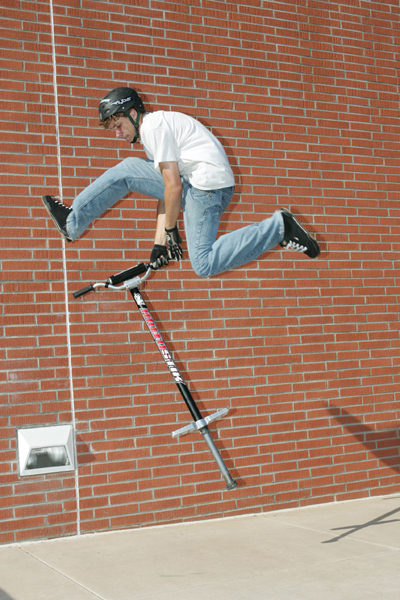
Uczestnik zawodów w stunt pogo

Określeniem stunt pogo (również extreme pogo lub Xpogo) nazwano wykonywanie akrobacji przy użyciu drążka pogo, porównywane do sportów ekstremalnych oraz do parkour.